# Édes vízi élet
Az Édes vízi élet (eredeti cím: The Life Aquatic with Steve Zissou) 2004-ben bemutatott amerikai filmvígjáték-dráma, amelyet Wes Anderson rendezett. A forgatókönyvet Anderson és Noah Baumbach írták. A film Anderson negyedik nagyjátékfilmje, 2004. december 25-én mutatták be az Egyesült Államokban.
A főszerepben Bill Murray, Owen Wilson, Cate Blanchett, Willem Dafoe, Michael Gambon, Jeff Goldblum, Anjelica Huston és Bud Cort látható. Seu Jorge kisebb szerepet játszik, ugyanakkor nagyban hozzájárult a film zenéjéhez. A filmet Nápolyban, Ponzában és az olasz Riviéra környékén forgatták.
Általánosságban vegyes véleményeket kapott a kritikusoktól, bevételi szempontból pedig megbukott. A megjelenését követő évtizedben kultikus rajongótáborra tett szert, és ma már mind a kritikusok, mind a rajongók pozitívabban értékelik a filmet. A The Criterion Collection 2014-ben felújított és újrakiadott változatban is megjelentette.

## Rövid történet
Az óceánkutató Steve Zissou azt tervezi, hogy bosszút áll egy mitikus cápán, amely megölte a társát. Összegyűjt egy csapatot, amelynek tagjai között megtalálható elhidegült felesége, egy újságíró és egy férfi, aki lehet, hogy a fia, de az is lehet, hogy nem.

## Szereplők
| Szerep                   | Színész              | Szinkronhang         |
| ------------------------ | -------------------- | -------------------- |
| Steve Zissou             | Bill Murray          | Szakácsi Sándor      |
| Ned Plimpton             | Owen Wilson          | Széles László        |
| Jane Winslett-Richardson | Cate Blanchett       | Kovács Nóra          |
| Eleanor Zissou           | Anjelica Huston      | Andai Györgyi        |
| Klaus Daimler            | Willem Dafoe         | Haás Vander Péter    |
| Alistair Hennessey       | Jeff Goldblum        | Szabó Sipos Barnabás |
| Oseary Drakoulias        | Michael Gambon       | Áron László          |
| Vladimir Wolodarsky      | Noah Taylor          | Csík Csaba Krisztián |
| Bill Ubell               | Bud Cort             | Pálfai Péter         |
| Pelé dos Santos          | Seu Jorge            | Papp Dániel          |
| Anne-Marie Sakowitz      | Robyn Cohen          | Kokas Piroska        |
| Vikram Ray               | Waris Ahluwalia      | Bicskey Lukács       |
| Bobby Ogata              | Niels Koizumi        | Szatmári Attila      |
| Renzo Pietro             | Pawel Wdowczak       |                      |
| Gyakornok                | Matthew Gray Gubler  |                      |
| Esteban du Plantier      | Seymour Cassel       | Surányi Imre         |
| Fesztiválvezető          | Antonio Monda        | Kapácsy Miklós       |
| Antonia Cook             | Isabella Blow        | Koffler Gizi         |
| Werner                   | Leonardo Giovannelli | Penke Bence          |
| Idős férfi               | Nazzareno Piana      | Móni Ottó            |

## Bevétel
A film tizenkét hét után összesen 24 020 403 dollár bevételt hozott a hazai mozikban, ami kevesebb, mint az 50 millió dolláros gyártási költségvetés felét eredményezte. Nemzetközi szinten további 10 788 000 dollárt hozott, így a teljes bruttó bevétel 34 808 403 dollár volt.

## Médiakiadás
A film DVD-n 2005. május 10-én jelent meg a Criterion Collection 300. kiadásaként, 1 lemezes és 2 lemezes változatban is. A Okostojás és a Tenenbaum, a háziátok után ez Anderson harmadik filmje, amely gyűjteményben jelenik meg. Blu-ray-en 2014. május 27-én jelent meg.